# سياسة التأشيرات في تايوان
يجب على زوار جمهورية الصين (تايوان) الحصول على تأشيرة أو تصريح مقدمًا، ما لم يأتوا من إحدى الدول المعفاة من التأشيرة أو الدول التي يكون مواطنوها مؤهلين للحصول على تأشيرة عند الوصول. يجب على جميع الزوار حمل جواز سفر صالح لمدة 6 أشهر (باستثناء مواطني اليابان والولايات المتحدة الذين يُطلب منهم فقط حمل جواز سفر صالح طوال مدة الإقامة).

## خريطة سياسة التأشيرة

سياسة التأشيرات في جمهورية الصين (تايوان)
تايوان
بدون تأشيرة - 90 يوماً
بدون تأشيرة - 30 يوماً
بدون تأشيرة - 14 يوماً
التأشيرة عند الوصول
تأشيرة إلكترونية
تصريح الدخول والخروج
التأشيرة مطلوبة

## الإعفاء من التأشيرة

### 90 يوماً
لا يحتاج حاملو جوازات السفر الصادرة عن الدول الـ 54 التالية إلى تأشيرة لزيارة تايوان للرحلات التي تقل مدتها عن 90 يومًا:
| - جميع الدول الأعضاء في الاتحاد الأوروبي \| - أندورا - أستراليا - كندا - تشيلي - إسواتيني - غواتيمالا - هايتي - هندوراس2 - آيسلندا \| - إسرائيل - اليابان - ليختنشتاين - جزر مارشال3 - موناكو - نيوزيلندا - نيكاراجوا - مقدونيا الشمالية[ا] - النرويج \| - بالاو - باراغواي - سان مارينو - كوريا الجنوبية - سويسرا - توفالو4 - المملكة المتحدة1 - الولايات المتحدة - مدينة الفاتيكان \| \| | | |  |
| - أندورا - أستراليا - كندا - تشيلي - إسواتيني - غواتيمالا - هايتي - هندوراس2 - آيسلندا | - إسرائيل - اليابان - ليختنشتاين - جزر مارشال3 - موناكو - نيوزيلندا - نيكاراجوا - مقدونيا الشمالية - النرويج | - بالاو - باراغواي - سان مارينو - كوريا الجنوبية - سويسرا - توفالو4 - المملكة المتحدة1 - الولايات المتحدة - مدينة الفاتيكان |  |

| - أندورا - أستراليا - كندا - تشيلي - إسواتيني - غواتيمالا - هايتي - هندوراس2 - آيسلندا | - إسرائيل - اليابان - ليختنشتاين - جزر مارشال3 - موناكو - نيوزيلندا - نيكاراجوا - مقدونيا الشمالية - النرويج | - بالاو - باراغواي - سان مارينو - كوريا الجنوبية - سويسرا - توفالو4 - المملكة المتحدة1 - الولايات المتحدة - مدينة الفاتيكان |  |

1 — بالنسبة للمواطنين البريطانيين، المواطنون البريطانيون فقط هم المؤهلون.

2 — الأشخاص المولودون في البر الرئيسي للصين غير مؤهلين.

3 — للأشخاص الذين حصلوا على الجنسية المارشالية عند الولادة فقط.

4 — الأشخاص المولودون في أفغانستان والبر الرئيسي للصين وإيران والعراق وليبيا ونيجيريا وباكستان وسوريا واليمن غير مؤهلين.

### 30 يوماً
لا يحتاج حاملو جوازات السفر الصادرة من الدول الثمانية التالية إلى تأشيرة لزيارة تايوان للرحلات التي تقل مدتها عن 30 يومًا:
| - بليز1 - جمهورية الدومينيكان - ماليزيا - ناورو1 | - سانت كيتس ونيفيس1 - سانت لوسيا1 - سانت فينسنت والغرينادين1 - سنغافورة |  |

1 — الأشخاص المولودون في أفغانستان والبر الرئيسي للصين وإيران والعراق وليبيا ونيجيريا وباكستان وسوريا واليمن غير مؤهلين

### 14 يوماً
لا يحتاج حاملو جوازات السفر العادية الصادرة عن الدول الثلاث التالية إلى تأشيرة لزيارة تايوان للرحلات التي تقل مدتها عن 14 يومًا. يجب أن يحملوا إثباتًا للأموال وحجز الفنادق أو معلومات الاتصال في تايوان. حاملي جوازات السفر الدبلوماسية والرسمية غير مؤهلين ويجب عليهم الحصول على تأشيرة.
| - بروناي - الفلبين - تايلاند |

## التأشيرة عند الوصول
يمكن لمواطني تركيا الحصول على تأشيرة عند الوصول إلى تايوان دون مقابل للإقامة لمدة تصل إلى 30 يوماً.

## التأشيرة الإلكترونية
منذ 12 يناير 2016، بدأت وزارة خارجية جمهورية الصين في تنفيذ برنامج التأشيرة الإلكترونية. يمكن لمواطني البلدان التالية التقدم بطلب للحصول على تأشيرة دخول إلكترونية لمرة واحدة لزيارة تايوان لمدة تقل عن 30 يومًا. الرسوم لكل طلب هي 1,632 دولارًا تايوانيًا جديداً. في 7 أكتوبر 2016، قامت وزارة الشؤون الخارجية في جمهورية الصين بتوسيع قائمة البلدان المؤهلة للتقدم بطلب للحصول على تأشيرة إلكترونية.
| - البحرين - البوسنة والهرسك - بوركينا فاسو - كولومبيا - دومينيكا - الإكوادور - كيريباتي | - كوسوفو - الكويت - موريشيوس - الجبل الأسود - عمان - بنما - بيرو | - قطر - السعودية - جزر سليمان - تركيا* - الإمارات |  |

* – مؤهلة أيضًا للحصول على تأشيرة عند الوصول.

## إحصائيات
كان معظم الزوار الذين وصلوا إلى تايوان على أساس قصير الأجل من البلدان التالية:
| البلد/الإقليم                | 2017       | 2016       | 2015       | 2014      | 2013      |
| ---------------------------- | ---------- | ---------- | ---------- | --------- | --------- |
| بر الصين الرئيسي             | 2,732,549  | 3,511,734  | 4,184,102  | 3,987,152 | 2,874,702 |
| اليابان                      | 1,898,854  | 1,895,702  | 1,627,229  | 1,634,790 | 1,421,550 |
| هونغ كونغ                    | 1,540,765  | 1,474,521  | 1,389,529  | 1,276,039 | 1,105,223 |
| كوريا الجنوبية               | 1,054,708  | 884,397    | 658,757    | 527,684   | 351,301   |
| الولايات المتحدة             | 561,365    | 523,888    | 479,452    | 458,691   | 414,060   |
| ماليزيا                      | 528,019    | 474,420    | 431,481    | 439,240   | 394,326   |
| سنغافورة                     | 425,577    | 407,267    | 393,037    | 376,235   | 364,733   |
| فيتنام                       | 383,329    | 196,636    | 146,380    | 137,177   | 118,467   |
| تايلاند                      | 292,534    | 195,640    | 124,409    | 104,812   | 104,138   |
| الفلبين                      | 290,784    | 172,475    | 139,217    | 136,978   | 99,698    |
| إندونيسيا                    | 189,631    | 188,720    | 177,743    | 182,704   | 171,299   |
| مجموع                        | 10,739,601 | 10,690,279 | 10,439,785 | 9,910,204 | 8,016,280 |
| المصدر: مكتب السياحة، تايوان |            |            |            |           |           |